# Lieja-Bastogne-Lieja 1908
La Lieja-Bastogne-Lieja 1908 fou la 4a edició de la clàssica ciclista Lieja-Bastogne-Lieja. Es va disputar el 30 d'agost de 1908 sobre un recorregut de 235 km i fou guanyada pel francès André Trousselier, mentre el belgues Alfons Lauwers i Henri Dubois acabaren segon i tercer respectivament. Aquesta edició va estar oberta tan sols a ciclistes amateurs i es disputà després de 14 anys sense fer-ho.

## Resultats
|    | Ciclista                  | Temps      |
| -- | ------------------------- | ---------- |
| 1  | André Trousselier (FRA)   | 8h 12' 09" |
| 2  | Alfons Lauwers (BEL)      |            |
| 3. | Henri Dubois (BEL)        |            |
| 4  | René Van Den Berghe (BEL) |            |
| 5  | Georges Verbist (BEL)     |            |
| 6  | François d'Haen (BEL)     |            |
| 7  | Edmond Lasson (BEL)       |            |
| 8  | L. Theralle (BEL)         |            |
| 9  | Léo Kops (BEL)            |            |
| 10 | A. Bettens (BEL)          |            |